# Беліта
Беліта (англ. Belita), при народженні Марія Гледіс Олів Лайн Джепсон-Тернер (англ. Maria Gladys Olive Lyne Jepson-Turner; 21 жовтня 1923 року — 18 грудня 2005 року) — британська фігуристка, танцюристка й кіноакторка 1930-1950-х років.
Як фігуристка брала участь в зимових Олімпійських іграх 1936 року, після чого продовжила кар'єру в балеті на льоду, виступаючи з гастролями в США. Почавши в 1941 році зніматися в Голлівуді, зіграла в головні ролі в кінорев'ю Срібні ковзани (1943) і Леді, давайте потанцюємо (1944), а також у фільмах нуар Саспенс (1946) і Гангстер (1947). Багато її ролей були пов'язані з фігурним катанням.

## Життєпис
Народилася 21 жовтня 1923 року в Нетер Уоллоп, Гемпшир, Велика Британія. Її ім'я при народженні різні джерела дають як Марія Гледіс Олів Лайн Джепсон-Тернер (англ. Maria Gladys Olive Lyne Jepson-Turner, Гледіс Лайн Джепсон-Тернер (англ. Gladys Lyne Jepson-Turner і як Гледіс Олів Джепсон-Тернер (англ. Gladys Olive Jepson-Turner).
Батько, майор Вільям Джепсон-Тернер служив офіцером на бурської і Першій світовій війнах. Мати була дочкою лікаря при дворі короля Едварда VII і теж була фігуристкою, тому Беліта стала займатися фігурним катанням з ранніх років завдяки впливу матері. Деякий час мати хотіла виховати з Беліти балерину, і дівчинка, яка мріяла про балет (пізніше вона заявлятиме, що все життя ненавиділа фігурне катання), та серйозно займалася балетом під керівництвом відомого танцюриста й хореографа Антона Долини.
Однак у підлітковому віці вона стала членкинею Королівського клубу фігурного катання, і стало зрозуміло, що її майбутнє пов'язане з цим видом спорту.
Як відзначалося в Дейлі телеграф, «Беліта була підготовлена до того, щоб взятися за будь-яку справу. До 20 років вона говорила чотирма мовами, малювала, співала, танцювала, грала на скрипці і фортепіано, фехтувала, боксувала і займалася боротьбою, готувала, шила і доїла корів». З інтерв'ю: «Я спробувала все. Я каталася на водних лижах, займалася підводним плаванням і я зробила перший підводний балет». Беліта навіть думала стати зіркою тенісу і брала уроки у провідних американських гравців. Крім того, вона була професійно підготовленою танцюристкою і пізніше грала в мюзиклах.
У 1946 році Беліта одружилася з голлівудським актором Джоелом Макгіннісом, з яким після 1948 року переїхала до Великої Британії. В 1956 році шлюб розпався після заяв Беліти, що Макгінніс погрозами примушував її підписати 7-річний контракт, за яким він як її менеджер отримуватиме 40 % від її доходів. Ішлося про стосунки Беліти з солістом балету на льоду Боббі Спехтом і з князем Джорджем Голіциним, з яким деякий час вона була заручена.
У 1967 році Беліта одружилася з ірландським актором Джеймса Бервіка (при нар. Джеймс Ентоні Кенні), разом з яким у 1960-ті відкрила садівничий центр на заході Лондона. Після його смерті в 2000 році Беліта поїхала на південь Франції.
Беліта померла під Монпере, департамент Еро, Франція, 18 грудня 2005 року, у 82 роки.

## Кар'єра фігуристки
У 1936, всього у 12 років Беліта відібрана в збірну Великої Британії для участі в змаганнях з фігурного катання на Зимових Олімпійських іграх в Гарміш-Партенкірхені, Баварія. У жіночому одиночному розряді там перемогла норвезька фігуристка Соня Хені, а Беліта зайняла 16 місце. За її словами, умови проведення змагань були жахливими, зокрема, від фігуристів(-ок) вимагали вимовляти вітання «Хайль, Гітлер» кожен раз, коли вони виходили на лід.
У 1937 році Беліта зайняла 4 місце на чемпіонаті Великої Британії і 7 місце на чемпіонаті світу з фігурного катання.

### Шоу на льоду
У 14 років Беліта почала виступати як солістка шоу Рапсодія на льоду (1937) в Королівській опері Ковент Гарден, постановкою якого займався Клод Ленгдон. Артистка сама розробляла дизайн своїх костюмів і сама накладала макіяж: «Я з жахом думала про те, що це буде робити хтось інший. Я з дитинства звикла робити це сама».
Ставши зіркою, в 1938 році Беліта з розлученою на той час матір'ю відпливла в 6-місячний гастрольний тур Америкою, в результаті залишившись там протягом всієї війни. Спочатку Беліта все ще плекала мрію стати балериною, але, як розповідала пізніше: "Я повинна була утримувати матір, її 30 місць багажу та французьку служницю, а балет все це не окуповував. На сцені ми отримували лише кілька центів у день на їжу. Я сиділа з однією з балерин у балетному театрі Нью-Йорку, і вона сказала: «Чому ти не катаєшся? Єдині люди, кому платять більше, ніж фігуристам, це кінозірки»«.
Беліта домоглася величезного успіху в якості зірки ревю ескапади на льоду, гастролюючи США.

### Кар'єра в Голлівуді

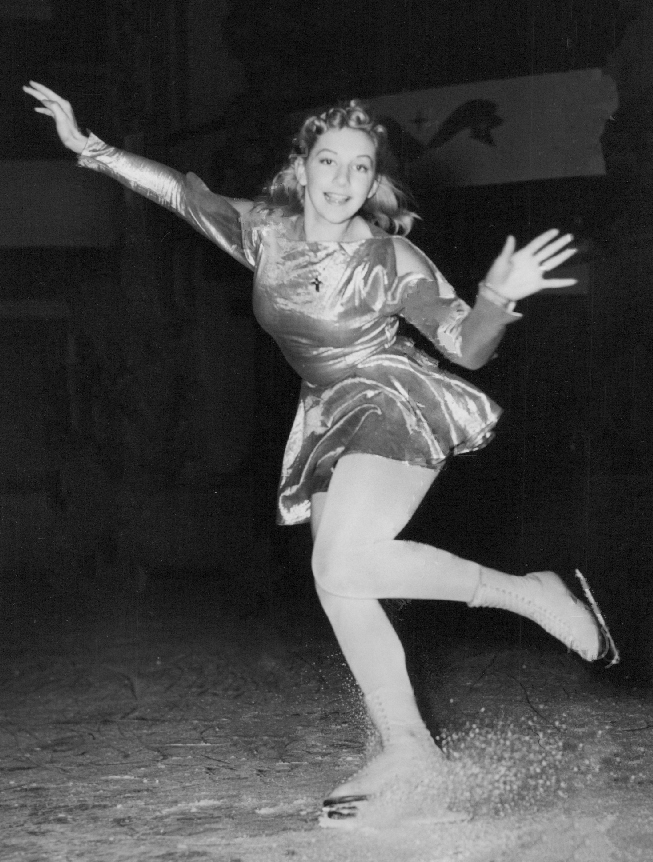
Беліта на льоду. Фото 1940-х

У 1941 році Беліта дебютувала на екрані в якості фігуристки в кіноверсії шоу, яку кіностудія Republic Pictures так і назвала: ескапади на льоду. Як писав кінокритик Том Велланс в газеті Індепендент, у фільму був слабенький сюжет, який просто пов'язував між собою номери шоу. В картині брала участь ще одна відома фігуристка Віра Ролстон, яка після цього фільму отримала на студії постійну роботу. Після успіху стрічки Беліту запросили в Голлівуд, де вона провела п'ять років за контрактом зі студією Allied Artists / Monogram». Як зазначає Дейлі телеграф, заробіток Беліти, за чутками, доходив до 2 тисяч доларів в тиждень, і весь його забирала мати, оскільки платити неповнолітнім в той час було незаконно. Після підписання контракту Беліта зіграла в двох кінорев'ю на льоду: Срібні ковзани (1943) і Леді, дайте потанцюємо (1944). За словами Велланса, «хоча в цих фільмах був слабенький сюжет, велика кількість поставлених номерів на льоду забезпечили їм популярність і принесли прибуток».
У 1946 році Беліта отримує головну роль в картині Френка Таттла Саспенс, який «новаторством з'єднав фігурне катання з фільмом нуар». Як пише Велланс, «у фільму була гостра, напружена історія, яку відомий сценарист Філіп Йордан написав в дусі письменника Джеймса Кейна. Фільм торкався теми подружньої невірності, обману і вбивства, особливу силу йому надавали сцени з фігурним катанням (в найбільш напруженій з яких Беліта повинна була стрибати крізь коло з ножами). При цьому майстерність Беліти як фігуристки приховувала нестачу акторської майстерності».
Партнер Беліти по фільму Баррі Салліван згадував: «Вона була чудовою фігуристкою». Як згадувала сама акторка, «цей фільм мені подобалося робити найбільше. Це був перший фільм, де продумано використовувалися ракурси, і його знімав неймовірний оператор Карл Страсс».
Після виходу картини на екрани журнал Variety дав йому позитивну оцінку, відзначивши що він «з'єднує феєрію на льоду і мелодраму», особливо підкресливши, що це "найдорожчий фільм, коли-небудь виходив на студії Monogram, і, безумовно, краща (на той момент) картина контрактної зірки студії, фігуристки міс Беліти. «Завдяки льодовому палацу як основному місцю дії, танцювальні номери Беліти цілком логічно вписуються в загальну картину твору». При цьому самі «номери на льоду справляють сильне враження і надають Беліті багату можливість продемонструвати свою сліпучу техніку катання». З іншого боку, кінокритик «Нью-Йорк Таймс» Бослі Краузер назвав Беліту «слабкою молодою леді, яка катається краще, ніж грає емоціями в ролі крижаної балерини». Сучасний кінознавець Девід Хоган назвав Беліту «привабливим і люб'язним феноменом фігурного катання», завдяки участі якої «багато сцен картини обертаються навколо чудового льодового палацу». Фільм був надзвичайно популярний у публіки і домігся комерційного успіху.
Успіх фільму привів до ще одного триллера, похмуро-поетичного Гангстер (1947), де головні ролі знову виконали Беліта і Салліван. За інформацією Американського інституту кіномистецтва, перед самим початком зйомок Беліту відсторонили від роботи над фільмом після того, як вона вимагала, щоб в титрах ім'я Саллівана стояло не вище, ніж її. Компанія ж Allied Artists звинуватила Беліту в «публічному поширенні чуток, що студія нібито змушує її носити непристойні костюми» і заборонила її чоловікові, акторові Джоелу Макгіннісу, бути присутнім на знімальному майданчику. Однак до початку лютого 1947 конфлікт був врегульований, і Беліта повернулася до роботи над фільмом. Ім'я Саллівана врешті було зазначено в титрах вище імені Беліти.
Рік по тому вийшов третій фільм нуар за участю Беліти, Переслідувана (1948). Її партнером став Престон Фостер, який в ролі одержимого поліцейського то відсилає свою невинувату подругу до тюрми, то намагається допомогти їй після виходу на свободу, то знову переслідує її, вчергове помилково запідозривши в скоєнні вбивства. Фільм не привернув до себе особливої уваги, а сучасні історики кіно оцінили його вельми стримано.

## Продовження кар'єри в Європі і США
Після фільму «Переслідувана» Беліта повернулася до Європи, де в 1950 році в Парижі зіграла невелику роль в детективі Людина на Ейфелевій вежі (1950) за твором Жоржа Сіменона з Чарльзом Лоутоном у ролі інспектора Мегре. Вона також грала в спектаклі «Вишневий сад» за участю Лоутона, який з успіхом вийшов на лондонській сцені. На початку 1950-х Беліта виконувала провідні партії в кількох популярних шоу на льоду на провідних майданчиках Лондона.
Несподівано в 1956 році Беліта пішла з ковзанки зі словами: «Я завжди ненавиділа лід. Я ненавиділа його холод, запах і все, що з ним пов'язано», додавши, що «робила все тільки заради грошей».
У 1953 році в Лондоні Беліта знялася в шпигунському трилері «Не відпускай мене» (1953) з Кларком Гейблом і Джин Тірні. Хоча фільм вийшов слабким, проте без сумніву приніс насолоду Беліті, яка грала в ньому російську балерину. Потім втілила фатальну жінку в одній з трьох частин повністю танцювального мюзиклу «Запрошення до танцю» (1953) з Джином Келлі у головній ролі. Зйомки також проходили в Лондоні.
У березні 1957 року Беліта отримала головну роль у прем'єрі бродвейського хітового мюзиклу Чортові янкі, поставленого на сцені лондонського театру Колізей. У цій виставі вона втілила Лолу, помічницю Диявола, яку він послав на Землю спокусити головного героя. Однак, на думку деяких критиків, «вибір Беліти на роль виявився помилкою, оскільки химерна хореографія Боба Фосса була чужа Беліті. Кілька тижнів потому її змінила Елізабет Сил, жвавість якої більш відповідали стилю Фосса».
Пізніше Беліта знову вирушила до США для зйомок в кіноверсії бродвейського мюзиклу Коула Портера Шовкові панчохи (1957) з Фредом Астером, де у неї була роль в ансамблі, танцюристки одного з номерів. Той факт, що вона зіграла у фільмах з Келлі і Астером, проте так і не потанцювала ні з одним з них, ймовірно, підвели Беліту до рішення залишити шоу-бізнес. Беліта повернулася в Нью-Йорк, щоб танцювати в позабродвейській постановці Улісс в нічній сорочці (1958). У 1958 році виконала невелику роль господині кафе в військовій мелодрамі Ключ (1958) за участю Вільяма Холдена і Софі Лорен, а кілька років по тому знялася в камео в аргентинському фільмі Тераса (1964), «милій історії про розчарованого юнака».

## Оцінка творчості
Таймс назвала Беліту «красивою зіркою на сцені, екрані й ковзанці, яка дивувала публіку по обидві сторони Атлантики». Як зазначила Дейлі телеграф, «відома шанувальникам як „Беліта, крижана діва“, вона почала професійну кар'єру у 14 років. Протягом наступних 20 років вона виконувала головні партії в кількох льодових шоу, а також виступала як танцюристка і акторка». «Таймс» підкреслює, що вже в 13 років Беліта стала олімпійською спортсменкою, в 14 — зіркою на лондонській сцені, в 15 гастролювала США, а в 18 з'явилася в якості фігуристки в своєму першому фільмі «ескапади на льоду» (1941).
Хоча найвідомішою і успішною фігуристкою на великому екрані безсумнівно була Соня Гені, на початку 1940-х був час, коли у неї було дві конкурентки, які грали в більш скромних фільмах: Віра Ролстон і Беліта. Як і Ролстон, Беліта була стрункішою і величнішою, ніж крихітна Хені, домігшись популярності грою в ескапістських фільмах, таких як Срібні ковзани (1943) і Леді, давайте танцювати (1944).
Під час роботи на кіностудії Monogram в середині 1940-х Беліта багато разів отримувала можливість показати не тільки свою майстерність фігуристки, але й драматичний талант в таких фільмах-нуар, як Саспенс (1946) і Гангстер (1947). Всі її перші фільми принесли прибуток, і Беліту навіть називали «однією з провідних комерційних зірок Голлівуду». Як зазначає Телеграф, в роки піку популярності «куди б вона не пішла, її супроводжували натовпи шанувальників».

## Фільмографія
| Рік  |   | Українська назва            | Оригінальна назва           | Роль                                    |
| ---- | - | --------------------------- | --------------------------- | --------------------------------------- |
| 1941 | ф | Ескапади на льоду           | Ice-Capades                 | фігуристка в трупі (в тирах не вказана) |
| 1943 | ф | Срібні повзунки             | Silver Skates               | Беліта                                  |
| 1944 | ф | Леді, давайте потанцюємо    | Lady, Let's Dance           | Беліта                                  |
| 1946 | ф | Саспенс (фільм, 1946)       | Suspense                    | Роберта Леонард, вона ж Роберта Ельва   |
| 1947 | ф | Гангстер (фільм, 1947)      | The Gangster                | Ненсі Стар                              |
| 1948 | ф | Переслідувана               | The Hunted                  | Лора Мід                                |
| 1949 | ф | Людина на Ейфелевій вежі    | The Man on the Eiffel Tower | Гізелла Хьортін                         |
| 1950 | с | Театр ВВС недільним вечором | BBC Sunday-Night Theatre    | Джозефіна                               |
| 1953 | ф | Не відпускай мене           | Never Let Me Go             | Валентина Олександрівна                 |
| 1956 | ф | Запрошення до танцю         | Invitation to the Dance     | фатальна жінка в Ring Around the Rosy   |
| 1957 | ф | Шовкові чулки (фільм, 1957) | Silk Stockings              | Віра (в титрах немає)                   |
| 1958 | ф | Ключ (фільм, 1958)          | The Key                     | власниця закусочної (в титрах відсутня) |
| 1963 | ф | Тераса (фільм, 1963)        | La terraza                  | Беліта                                  |